# Callopistria scriptiplena
Callopistria scriptiplena là một loài bướm đêm trong họ Noctuidae.